# Григорьев, Александр Евграфович
Александр Евграфович Григорьев (1836—?) — генерал-лейтенант Русской императорской армии, военный юрист.

## Биография
Родился 13 (25) февраля 1856 года. В 1852 году с золотой медалью окончил 1-ю Московскую гимназию, затем — Московский университет.
Военную службу начал командиром роты; прапорщик (19.12.1857), подпоручик за боевые отличия (20.02.1861), поручик за боевые отличия со старшинством с 01.09.1865 (1856), штабс-капитан (02.07.1868), капитан (10.11.1871). По 1-му разряду окончил Военно-юридическую академию. Был военным следователем: с 11 декабря 1873 года — в Кавказском военном округе, с 7 июля 1878 года — в Казанском военно-окружном суде. Штабс-капитан Военно-судебного ведомства с 11 декабря 1873, капитан — с 17 апреля 1874, подполковник — с 17 апреля 1877, полковник — с 20 апреля 1880 года. Затем находился на должности военного судьи: с 3 июня 1887 года — Харьковского военно-окружного суда, с 1 января 1889 года — Киевского военно-окружного суда, с 1 июня 1889 года — Омского военно-окружного суда. был произведён в генерал-майоры 30 августа 1890 года.
Вышел в отставку (до 1896) с производством в генерал-лейтенанты.
Был женат, имел троих детей.
Был награждён орденами:
- Св. Станислава  3-й ст. (1876)
- Св. Владимира 4-й ст (1886) — за 25 лет выслуги
- Св. Станислава 2-й ст. (1887)